# زنان در پاراگوئه
زنان در پاراگوئه (انگلیسی: Women in Paraguay) با چالش‌هایی در حقوق خود مواجه‌اند. آن‌ها با نابرابری‌های اقتصادی-اجتماعی و عدم توازن درآمدی بین جنسیت‌ها روبه‌رو بوده و از سال ۱۹۹۰ به این سو، به دلیل گسترش حقوق زنان در قانون اساسی و تغییر نگرش‌های فرهنگی، تغییرات فرهنگی قابل‌توجهی را تجربه کرده‌اند. نهادهای قانونی و دولتی موجود در پاراگوئه تا حدی به لطف تلاش‌های سازمان‌های فمینیستی در این کشور توسعه یافته‌اند. این سازمان‌ها در دهه ۱۹۹۰ کمپین‌های آگاهی‌بخشی گسترده‌ای برای تثبیت تضمین‌های حقوق زنان برگزار کردند. زنان سازمان ملل از دولت پاراگوئه در گسترش حقوق زنان، مبارزه برای برابری جنسیتی و توانمندسازی زنان حمایت می‌کند. این سازمان همچنین تضمین می‌کند که صدای زنان شنیده شود و فرصت‌های بیشتری برای آن‌ها ایجاد گردد.
در سال ۲۰۱۵، سازمان ملل همکاری خود را با نهادهای دولتی برای توانمندسازی زنان توسعه داد. برنامه همکاری سازمان زنان سازمان ملل از طریق استراتژی‌هایی همچون رهبری و مشارکت سیاسی زنان در پاراگوئه اجرایی شد.

## آموزش
نرخ بی‌سوادی در میان زنان پاراگوئه بالاتر از مردان است. این تفاوت به‌ویژه در میان نسل‌های مسن‌تر جمعیت پاراگوئه چشمگیرتر است. با این حال، شکاف جنسیتی در آموزش در سال‌های اخیر کاهش یافته است. در میان جوانان ۱۵ تا ۲۴ سال، نرخ سوادآموزی برای هر دو جنس ۹۹٪ است. با این حال، جوانان از هر دو جنس پس از پایان مقطع ابتدایی با نرخ قابل‌توجهی از سیستم آموزشی خارج شده و احتمال ادامه تحصیل در مقاطع بالاتر از متوسطه کاهش می‌یابد. تا سال ۲۰۱۰، ۹۲٫۹٪ از زنان و ۹۴٫۸٪ از مردان ۱۵ ساله و بالاتر در پاراگوئه باسواد بودند.

## اشتغال

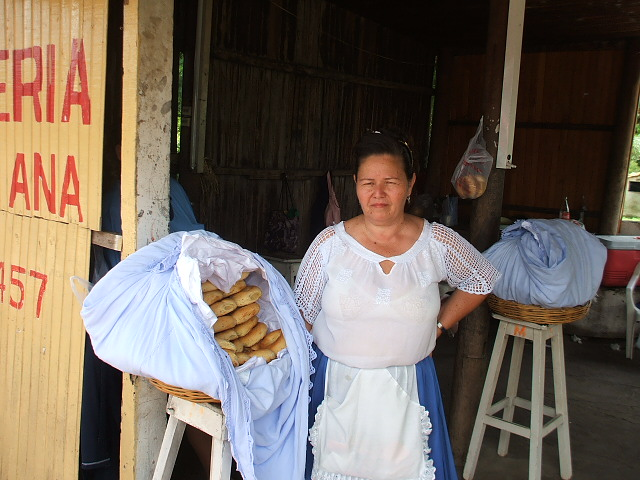
یک زن فروشنده در پاراگوئه.

حقوق زنان در مقایسه با مردان، دومین پایین‌ترین میزان در آمریکای لاتین را دارد. این در حالی است که زنان ۷۴٪ از نیروی کار پاراگوئه را تشکیل می‌دهند.
آزار جنسی و تبعیض علیه زنان در محیط کار از مشکلات رایج در پاراگوئه است. قانون کار تبعیض یا آزار و اذیت بر اساس جنسیت را ممنوع کرده اما آن را جرم‌انگاری نکرده است. شکایات در این زمینه معمولاً به‌صورت خصوصی حل‌وفصل می‌شوند. دبیرخانه امور زنان گاهی برنامه‌هایی را برای حمایت از دسترسی زنان به اشتغال، تأمین اجتماعی، مسکن، مالکیت زمین و فرصت‌های تجاری اجرا می‌کند.
زنان در پاراگوئه با چالش‌هایی در زمینه حقوق خود مواجه هستند. آن‌ها با نابرابری‌های اجتماعی-اقتصادی و عدم توازن درآمدی بین جنسیت‌ها روبرو بوده‌اند و از سال ۱۹۹۰ به بعد، تغییرات فرهنگی قابل توجهی را تجربه کرده‌اند که نتیجه گسترش حقوق قانونی و قانون اساسی و تغییر نگرش‌های فرهنگی بوده است. نهادهای قانونی و دولتی کنونی در پاراگوئه تا حدی از طریق تلاش‌های سازمان‌های فمینیستی که در دهه ۱۹۹۰ کمپین‌های آگاهی‌بخشی گسترده‌ای برای رسمی‌سازی تضمین حقوق زنان برگزار کردند، توسعه یافته‌اند. زنان سازمان ملل از دولت پاراگوئه در گسترش حقوق زنان، مبارزه برای برابری جنسیتی و توانمندسازی زنان حمایت می‌کند و همچنین تضمین می‌کند که صدای زنان شنیده شود و فرصت‌های بیشتری برای آن‌ها ایجاد گردد.
در سال ۲۰۱۵، سازمان ملل همکاری خود را با نهادهای دولتی برای توانمندسازی زنان گسترش داد. برنامه همکاری زنان سازمان ملل از طریق راهبردهایی همچون افزایش رهبری و مشارکت سیاسی زنان در پاراگوئه اجرایی شد.

## آموزش
نرخ بی‌سوادی زنان در پاراگوئه بالاتر از مردان است، به‌ویژه در میان نسل‌های مسن‌تر. با این حال، در سال‌های اخیر شکاف جنسیتی در آموزش کاهش یافته است. در میان جوانان ۱۵ تا ۲۴ سال، نرخ سوادآموزی برای هر دو جنس ۹۹٪ است. افراد جوان از هر دو جنس پس از پایان سطح ابتدایی با نرخ‌های قابل توجهی از نظام آموزشی خارج می‌شوند و احتمال کمی برای ادامه تحصیل در سطوح بالاتر دارند. تا سال ۲۰۱۰، از میان افراد بالای ۱۵ سال، ۹۲.۹٪ از زنان و ۹۴.۸٪ از مردان باسواد بودند.

## اشتغال

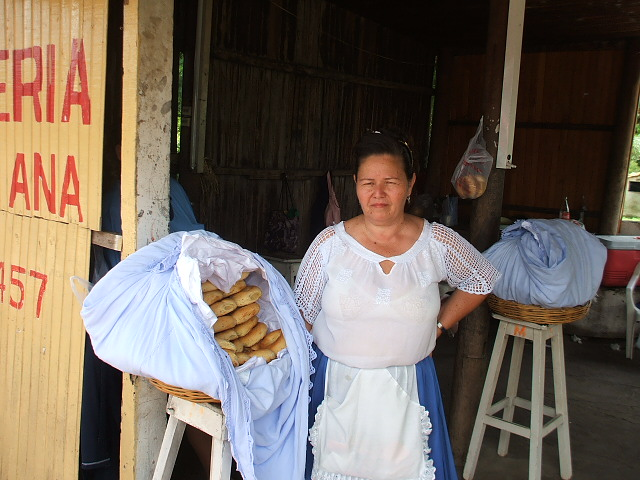
یک زن مغازه‌دار در پاراگوئه.

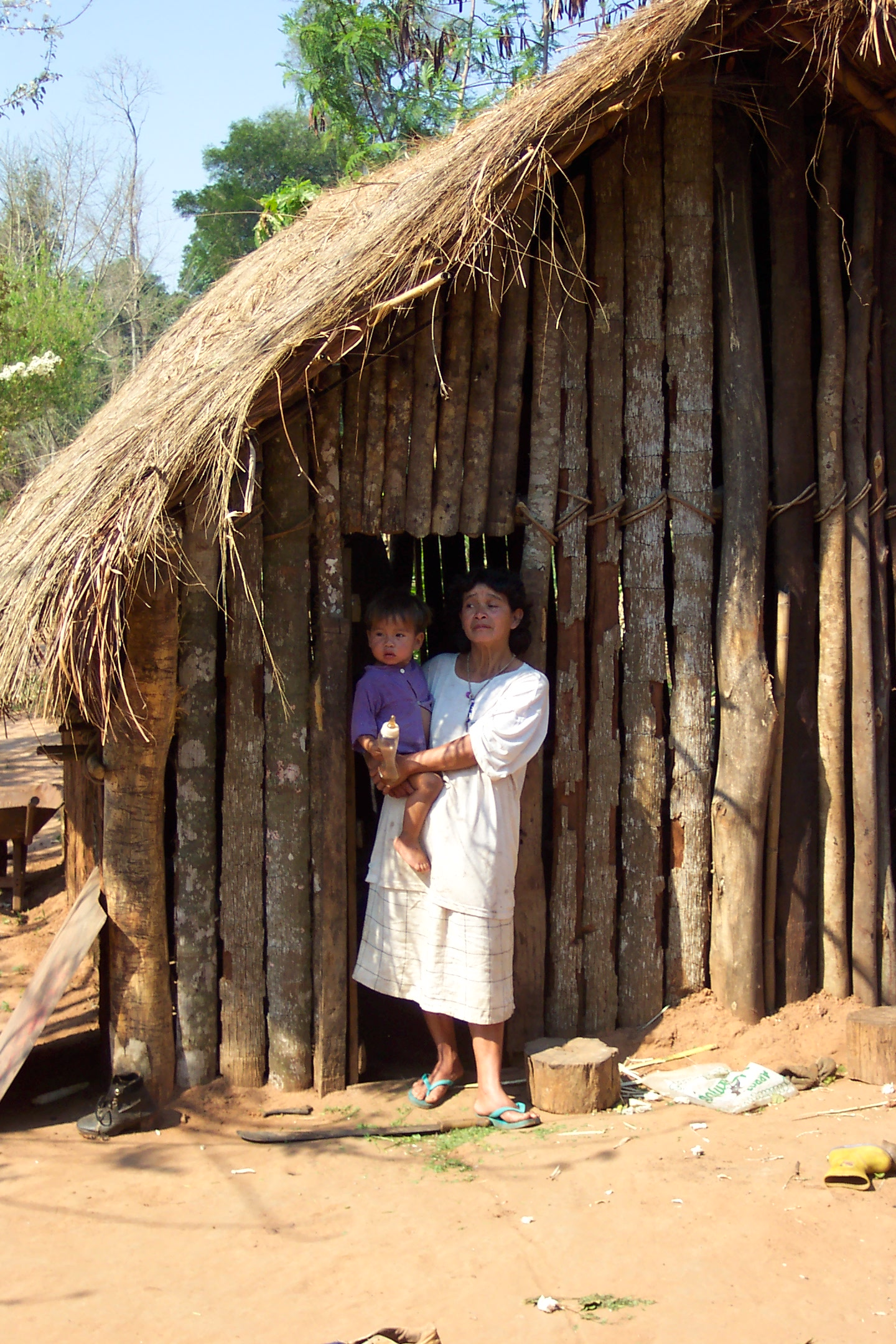
یک زن بومی و کودک. نرخ باروری در مناطق روستایی و در میان زنان بومی بالاتر است.

دستمزد زنان نسبت به مردان دومین پایین‌ترین میزان در آمریکای لاتین است. این در حالی است که زنان ۷۴٪ از نیروی کار پاراگوئه را تشکیل می‌دهند.
آزار جنسی و تبعیض علیه زنان در محیط کار از مشکلات رایج در پاراگوئه است. قانون کار تبعیض یا آزار و اذیت بر اساس جنسیت را ممنوع کرده، اما آن را جرم‌انگاری نکرده است. شکایات معمولاً به‌صورت خصوصی حل‌وفصل می‌شوند. دبیرخانه امور زنان گاه‌به‌گاه برنامه‌هایی را برای حمایت از دسترسی زنان به اشتغال، تأمین اجتماعی، مسکن، مالکیت زمین و فرصت‌های کسب‌وکار اجرا می‌کند.

## ازدواج
ازدواج زودهنگام در پاراگوئه رایج است. گزارشی از سازمان ملل در سال ۲۰۰۴ تخمین زده بود که ۱۷ درصد از دختران بین ۱۵ تا ۱۹ سال ازدواج کرده، طلاق گرفته یا بیوه شده بودند. سن قانونی ازدواج در پاراگوئه ۱۶ سال است.

## طلاق
طلاق در سال ۱۹۹۱ در پاراگوئه قانونی شد. پاراگوئه یکی از آخرین کشورهایی بود که طلاق را قانونی کرد، هم در جهان و هم در آمریکای لاتین. در همان سال، طلاق در کلمبیا نیز قانونی شد؛ در میان کشورهای آمریکای لاتین تنها شیلی بود که تا سال ۲۰۰۴ هنوز طلاق را قانونی نکرده بود. کلیسای کاتولیک روم به شدت با قانونی شدن طلاق در پاراگوئه مخالف بود. نرخ طلاق در پاراگوئه همچنان پایین‌تر از میانگین جهانی و کمترین در آمریکای لاتین است.

## مادری
نرخ باروری در پاراگوئه تا پیش از دهه ۱۹۹۰ نسبت به سایر کشورهای آمریکای لاتین بالا بود اما از آن زمان به بعد به میزان قابل توجهی کاهش یافته و در سال ۲۰۰۴ به ۲.۹ رسیده است. پژوهش‌ها نشان داده‌اند که تولد فرزندان پیش از ازدواج در پاراگوئه رایج بوده، اما این پدیده در حال کاهش است. نرخ مرگ مادر در پاراگوئه ۹۹ مرگ در هر ۱۰۰٬۰۰۰ تولد زنده (تا سال ۲۰۱۰) است.

## مسائل مالی
کشاورزی بخش قابل توجهی از اقتصاد پاراگوئه و منبع درآمد مهمی است. تقریباً ۴۵٪ از نیروی کار این کشور در بخش کشاورزی مشغول هستند. با این حال، زنان در دسترسی به مالکیت زمین با مشکلاتی روبرو بوده‌اند. هرچند هیچ محدودیت قانونی برای مالکیت زمین توسط زنان وجود ندارد، اما احتمال تأیید وام برای خرید زمین برای زنان نصف مردان است. قانون اصلاحات ارضی ۲۰۰۲ شامل مقرراتی برای تقویت حقوق زنان در این زمینه بوده است.